# Osiedle Kolejarz
Osiedle Kolejarz – jedno z osiedli Lublina administrowane przez Pracowniczą Spółdzielnię Mieszkaniową „Kolejarz”, leżące w północno-wschodniej części miasta. Należy do Kalinowszczyzny, wybudowane jako pierwsze z kilku osiedli leżących w tej dzielnicy.
Granicę osiedla Kolejarz wyznaczają mniej więcej: od zachodu ul. Lwowska i od północy al. Andersa, od południa al. Tysiąclecia. Leży blisko granicy z Ponikwodą. Na wschód od „Kolejarza” znajduje się Osiedle XXX-lecia, a na zachód Czwartek i Bazylianówka.
Osiedle ma mieszkalny charakter, dominują w niej bloki z wielkiej płyty z lat 60. XX wieku wybudowane dla kolejarzy i ich rodzin (podobnie jak np. na osiedlu Kruczkowskiego). Na jej terenie znajduje się nowy cmentarz żydowski oraz pomnik żydów zamordowanych w latach 1939–1944.